# Haplogrupo J2 ADN-Y
En la genética humana el Haplogrupo J2 (M172) es un haplogrupo del cromosoma Y que resultó de una subdivisión del haplogrupo J. A su vez se divide en dos cladas complementarias, J2a-M410 y J2b-M12.

## Orígenes
Se cree que el haplogrupo J2 está asociado con la expansión de la agricultura desde Mesopotamia, el Levante y Anatolia,. Se estima que la edad de J2 es de unos 18.500 +/- 3.500 años. Su distribución, centrada en Asia occidental y el sureste de Europa, su asociación con la presencia de artefactos arqueológicos del neolítico como figurillas y cerámica pintada y su asociación con la precipitación anual son considerados como evidencia de que J2, y en particular su subclada J2a-M410 pertenece a los innovadores de la agricultura que seguían las zonas lluviosas.

## Distribución
El haplogrupo J2 se encuentra principalmente en el Creciente Fértil, en el Mediterráneo (Europa del sur, Anatolia y el norte de África incluidos), la planicie iraní y Asia central. 
Más concretamente, se halla en Irak, Siria, Líbano, Turquía, Israel, Grecia, Italia y las costas orientales de la península ibérica, y con más frecuencia en iraquíes 29,7% (Sánchez et al. 2005), libaneses 29,7% (wells et al. 2001), sirios (29%), judíos sefardíes (29%), kurdos (28,4%) , provincia de Kurdistán (28,4% de la población), Arabia Saudita (18,9% de la región septentrional y centro-norte)[cita requerida], en Arabia meridional (Omán, Yemen, EAU) 9,7%, en Jordania, en Israel, en Turquía y en la región meridional del Cáucaso. De acuerdo a Semino et al y el proyecto de National Geographic Genographic Project, la frecuencia de haplogrupo J2 en general disminuye en la medida en que uno se aleja del norte del Creciente Fértil. Un 6% de los europeos tienen el haplogrupo J2 y su frecuencia disminuye rápidamente al alejarse del Mediterráneo hacia el norte.
Otro hecho importante sobre la distribución del haplogrupo J2 es que parece haberse dispersado desde un origen mediooriental hacia occidente, ante todo a través de una ruta marítima o litoral, ya que se halla en altas concentraciones en las poblaciones de las costas del mar Mediterráneo tanto en Eurasia como en África+, y en particular a lo largo de las costas europeas del Mediterráneo oriental. Esta distribución parece corresponder más con una dispersión neolítica o post-neolítica marítima desde el Medio Oriente, como las producidas por las colonias de la Grecia antigua o incluso actividades comerciales y coloniales fenicias.
En Italia, el J2 se halla en aproximadamente un 19,3% de los italianos. Turquía es uno los países con la más alta proporción de portadores del J2. Un 24% de los turcos tienen un haplogrupo J2, de acuerdo a un estudio reciente, con frecuencias regionales que van de 10% a 31%. En combinación con el J1, un tercio de la población total de los turcos pertenece al haplogrupo J. El haplogrupo J2 también es común en la vecina Grecia, con frecuencias regionales que van de 11% a 46%.
Se ha propuesto que el haplogrupo J2a-M410 se relaciona con poblaciones de la antigua Grecia al observar las relaciones entre poblaciones de Anatolia, Creta y Grecia de sitios del neolítico temprano. El haplogrupo J2b-M12 se ha asociado con la Grecia del neolítico (aprox. 8500 - 4300 AC) y se ha hallado en la Grecia moderna (3.1%) y la Grecia continental (Macedonia 7.0%, Tesalia 8.8%, Argólida 1.8%).
Un 29% de los judíos sefardíes pertenece al haplogrupo J2 y un 23% de los judíos asquenazíes, or 19%. Hay informes que indican que una muestra de Cohen italianos pertenecen a la red 1.2, un grupo de cromosomas Y caracterizada por un valor del marcador DYS413 menor o igual a 18. Esta supresión ha sido colocada en la clada J2a-M410. Sin embargo, otros Cohen judíos pertenecen al haplogrupo J1.
Las subcladas o subgrupos de J2 también se encuentran en Cáucaso meridional (Georgia, Armenia, Azerbaiyán), Irán, Asia central meridional.
Habitualmente, las poblaciones modernas del sur del Medio Oriente, en especial las de habla árabe, tienen una frecuencia mayor del haplogrupo J1, mientras que la gran mayoría de los representantes del haplogrupo J en las poblaciones del norte del Medio Oriente, Europa y la India pertenecen a la subclada J2. Se ha mostrado que el haplogrupo J2 tiene una distribución más septentrional en el Medio Oriente, aunque existe en cantidades significativas en regiones del centro-este meridional, una menor cantidad que su hermano, J1, que tiene una distribución más meridional. Esto parece sugerir que si la presencia del haplogrupo J en poblaciones modernas de Europa, Asia central y meridional, refleja una difusión neolítica desde el Medio Oriente, es más probable que la población de origen sea de Anatolia, el Levante o Mesopotamia septentrional que de regiones más al sur.
El haplogrupo J2a-M410 en la India se halla ante sobre todo entre las castas altas con poca presencia en las castas medianas y bajas y está ausente por completo de las tribus indias en el Sur y de sus castas medianas y bajas.

## Subdivisiones
El haplogrupo J2 se divide a su vez en dos subhaplogrupos: J2a, definido por el marcador genético M410 y J2b, definido por el marcador M12. Un subclada del haplogrupo J2a, definido por el marcador M92 se ha relacionado con la colonización de la Grecia antigua
Las subclases del haplogrupo J2 con sus mutaciones definitorias
| de acuerdo al 2006 ISOGG tree son: | de acuerdo al 2012 ISOGG (International Society of Genetic Genealogy). Ver artículo en inglés, son: |
| --- | --- |
| - J2 (M172) - J2* - J2a (M410) - J2a* - J2a1 (DYS413=18) - J2a1* - J2a1a (M47, M322) - J2a1b (M67 (S51)) - J2a1b* - J2a1b1 (M92, M260) - J2a1b1* - J2a1b1a (M327) - J2a1b2 (M163, M166) - J2a1c (M68) - J2a1d (M137) - J2a1e (M158) - J2a1f (M289) - J2a1g (M318) - J2a1h (M319) - J2a1i (M339) - J2a1j (M419) - J2a1k (DYS445=7) - J2a2 (M340) - J2b (M12, M314, M221) - J2b* - J2b1 (M102) - J2b1* - J2b1a (M241) - J2b1a* - J2b1a1 (M99) - J2b1a2 (M280) - J2b1a3 (M321) - J2b1b (M205) | - J2 (M172) Típico de las poblaciones del Cercano Oriente, el sudeste de Europa, el suroeste de Asia y el Cáucaso, con una distribución moderada en gran parte de Asia central, Asia del sur y África del norte - J2* - J2a (M410) - J2a* Found in Georgia (Svan)DYS 434=7; encontrado en Osetia del norte DYS 438=7 ; - J2a1 (ISOGG no lo usa en la actualidad) - J2a2 (M340) - J2a3 (P279) - J2a4 (DYS413≤18, L26/S57, L27) - J2a4* - J2a4a (M47, M322) Encontrado en frecuencias bajas en Georgia, southern Iran, Catar, Arabia Saudita, Siria, Túnez, Turkía, the UAE, and Asia Central/Siberia - J2a4b (M67) formerly J2f - J2a4b* Highest frequencies associated with Nakh peoples. Found at very high (majority) frequencies among Ingush in Malgobek (87.4%), Chechens in Dagestan (58%), Chechens in Chechnya (56.8%) and Chechens in Malgobek, Ingushetia (50.9%). In the Caucasus, it is found at significant frequencies among Georgians (13.3%), Iron Ossetes (11.3%), South Caucasian Balkars (6.3%), Digor Ossetes (5.5%), Abkhaz (6.9%), Cherkess (5.6%). It is also found at notable frequencies in the Meditteranean and Middle East, including Cretans (10.2%), North-central Italians (9.6%), Southern Italians (4.2%; only 0.8% mamong N. Italians), Anatolian Turks (2.7-5.4%), Greeks (4-4.3%), Albanians (3.6%), Ashkenazi Jews (4.9%), Sephardis (2.4%), Catalans (3.9%), Andalusians (3.2%), Calabrians (3.3%), Albanian Calabrians (8.9%). - J2a4b1 (M92, M260) - J2a4b1* - J2a4b1a (M327) - J2a4b2 (M163, M166) - J2a4c (M68) - J2a4d (M319) Found with low to moderate frequency in Cretan Greeks, Iraqi Jews, and Moroccan Jews - J2a4e (M339) - J2a4f (M419) - J2a4g (P81) - J2a4h (L24, M530) - J2a4h* - J2a4h1 (L25) - J2a4h1* - J2a4h1a (DYS445≤7) - J2a4h1a* - J2a4h1a1 (L70) - J2a4h1a1* - J2a4h1a1a (M137) - J2a4h1a1b (M289) (localización incierta para DYS445≤7) - J2a4h1a1c (M318) - J2a4h2 (M158) (localización incierta dentro de L24) Se encuentra en bajas frecuencias en Turquía, Asia del Sur,, Indochina y la península ibérica. - J2b (M12, M102, M221, M314) - J2b* - J2b1 (M205) - J2b2 (M241) - J2b2* - J2b2a (M99) - J2b2b (M280) - J2b2c (M321) - J2b2d (P84) - J2b2e (DYS455≤9) |